# 惡爸臨門
《惡爸臨門》（英語：Mr. Woodcock）是2007年由克雷格·格里斯佩（Craig Gillespie）導演的美國喜劇電影。由西恩·威廉·史考特、比利·鮑伯·松頓、蘇珊·莎蘭登、愛咪·波勒（Amy Poehler）、伊桑·蘇普利（Ethan Suplee）等人主演。

## 外部連結
- 官方网站
- 互联网电影数据库（IMDb）上《惡爸臨門》的资料（英文）